# ネアルコ
ネアルコ (Nearco) はイタリアの競走馬。1930年代後半に活躍した。リボーに並ぶフェデリコ・テシオの傑作といわれ、競走馬として14戦14勝の戦績を残し、種牡馬として1947年と1949年にイギリス・アイルランドのリーディングサイアーとなった。
馬名の由来は紀元前6世紀のギリシャの画家ネアルコス（イタリア語名：ネアルコ）に因んだとされる。
体高は162.6センチメートル。直系子孫は世界のサラブレッドの約半数を占めるまでに発展している。

## 生涯

### 誕生
ネアルコは1935年1月、母のノガラが交配のために訪れていたイタリアの牧場で生まれた。

### 競走馬時代
ネアルコは1937年6月に競走馬としてデビューすると、同年11月にかけて伊グランクリテリウムを含め7連勝し、この年のイタリアにおける最優秀2歳馬に選出された。。
翌1938年も連勝は続き、パリオリ賞、デルビーイタリアーノを制しイタリアクラシック2冠を達成したほか、古馬を相手にイタリア最大のレースといわれるミラノ大賞典に出走した。
ミラノ大賞典優勝の時点でネアルコの戦績は13戦13勝というもので、テシオの元には世界中から購入の申込が殺到したがテシオはこれを断り、当時世界有数の国際レースであったフランスのパリ大賞典に出走させた。
出走理由をテシオは語らず、 ドナテッロ が半馬身差で敗れた時のリベンジか、当時世界有数の国際レースと言われたパリ大賞典を勝てばネアルコの種牡馬としての価値が上がるからだとも、推測されている。
6月26日に開催したこのレースにはイギリスのダービーステークス優勝馬ボワルセル、フランスのジョッケクルブ賞優勝馬シラ、フランスのディアヌ賞優勝馬フェリーなど英仏の有力馬が多数出走。
ネアルコはオッズ29:10と最も人気を集め、レースでは4コーナーで好位置についてから直線で差し切り、2着キャノットに1馬身半差、勝ち時計3分12秒22/25を記録して人気通りに優勝した。

### 種牡馬時代
パリ大賞典の4日後、ネアルコはイギリスのブックメーカー兼競走馬生産者のマーチン・ベンソンに6万ポンドで売却された。
この価格はサラブレッドの売却額としては当時の世界最高額であった。
トレード成立によってネアルコはイギリスへ渡り、以後レースに出走することなく種牡馬となり、ニューマーケットのビーチハウス牧場で供用された。
ネアルコの種付け料は400ギニーと高額であったが、種付け申込を始めるとわずか2時間で向こう3年分の予約が埋まるほどの人気を集めた。
ベンソンはこの時点でネアルコの購入代金の半分は回収し、3年後の1942年春、1株1550ポンドのシンジケートを結成して自身は5株を所有したが、シンジケート株は値上がりして同年暮れには2200ポンドで株を求める広告が出され、その後1回の種付料が2200ポンドになる程の人気を得た。
産駒は初年度産駒のレディシビルとナスルーラが1942年の2歳フリーハンデの首位と2位を占めてリーディング4位になる活躍を見せ、その後も二冠馬ニンバス、ダービーステークス優勝馬ダンテなどを輩出。
1947年と1948年にイギリス・アイルランドのリーディングサイアーとなった。
ネアルコの産駒も多くが種牡馬として成功し、そのサイアーラインはアメリカを中心に大きく発展していった。
現在に至るサラブレッドの血統の父方を辿ると、その多くはネアルコに辿りつく。
直系子孫のナスルーラとノーザンダンサーは20世紀の最も成功した種牡馬であり、さらにロイヤルチャージャーの系統からは日本のサンデーサイレンスやオーストラリアのサートリストラムといった名種牡馬が出ている。
ニックスはブランドフォード と次いでソラリオ と良好で、ハイペリオンとの相性は良くなかった。
1957年、種付依頼30頭中23頭を終えた頃、体調が急変して近くの馬学研究所で検査を受けるも6月27日に死去。

## 評価
- 『A Century of Champions』は20世紀の競走馬38位と本馬を高く評価している。
- 生産者のフェデリコ・テシオ自身は、ドルメロ牧場の私設血統書備考欄に直筆で記入しており、こう評していた[15]。「ネアルコ=美しい均整に完璧な馬格、偉大な資質を持つ。出走を命じられた14のレースを全勝。真の長距離馬とは言えないが、3000メートルで2勝。彼はこれらのレースに雄渾の力を絞り、鮮やかなスピードを出した事を特記する。」[16]種牡馬として本馬を使った形跡が無く、ダンテ（父ネアルコ）を用いてトゥールーズロートレックを生産しただけだった。

## 競走成績
- 1937年（7戦7勝）
  - クリテリウムナチオナーレ、伊グランクリテリウム
- 1938年（7戦7勝）
  - パリ大賞典、ミラノ大賞典、デルビーイタリアーノ（伊ダービー）、パリオリ賞（伊2000ギニー相当）、エマヌエレフィリベルト賞

## 主な産駒
- 1940年産
  - ナスルーラ（1943年チャンピオンステークス、グレイソヴリン・ボールドルーラー・ネヴァーベンドなどの父）
- 1942年産
  - ダンテ（1945年ダービーステークス）
  - アドミラブル（1945年アイリッシュオークス、ライジングフレームの母）
  - ロイヤルチャージャー（1946年クイーンアンステークス、ターントゥ・ロイヤルチャレンヂャーの父）
- 1943年産
  - サヤジラオ（1947年アイリッシュダービー、セントレジャーステークス）
- 1945年産
  - マサカ（1948年オークス、アイリッシュオークス）
- 1946年産
  - ニンバス（1949年2000ギニー、ダービーステークス）
- 1948年産
  - ニーシャムベル（1951年オークス）
- 1952年産
  - アドミラルバード（コレヒサ（1963年天皇賞（春））の父）
- 1953年産
  - カリム（タマミ・イナリトウザイの父、ハイセイコーの母父）
- 1954年産
  - ニアークティック（ノーザンダンサーの父）

## 血統
上記の購入希望が殺到した要因として、イタリア産ではあるものの血統としてはサラブレッドの本場イギリスの人気血統セントサイモンの凝縮であることが挙げられる。
父ファロスはその父ファラリスのスプリンター適正とステイヤー牝馬の母の両特性を受け継ぎ、結果スピードとスタミナを兼ね備えた競走馬であり、種牡馬としてもリーディンクサイアーとなった。しかし、同じ牧場で種牡馬入りした全弟フェアウェイと競合を避ける為にフランスへ送られた。
ファロスは自身の彎膝をファラリスら産駒に伝える事が多かったが、ネアルコには伝わらなかった。
母ノガラはイタリアの1000ギニーと2000ギニー勝馬で競馬界の女傑と讃えられた。
ネアルコの全兄弟は、テシオは事情が無い限り配合する種牡馬を毎年変えて全兄弟を生産しない様にしていたので居ない。
初子を生んで1年不受胎の次にネアルコを生み、2年不受胎が続いた後にイタリアダービーを20馬身差で制したニコロデラルカを生んだ。
他の勝馬にはニコラウス、イタリアオークス馬ネルヴェサ、2歳時不敗のナウチード、ナカムロを生んでいる。
母母キャットニップの競走成績は冴えなかったが、ネアルコの生産者でもあるフェデリコ・テシオが1915年のニューマーケットのセリで75ギニーで購入した。
購入理由を自分は幸運だったからと多くを語っておらず、推測されている。。テシオがキャットニップの父スペアミントのイギリスダービーとパリ大賞典を見て「自分の知る最高の名馬だ」と親しい人物に語る程に惚れ込んだからとも。
1905年にニューマーケットのセリで購入したアメリカ産の10歳牝馬が、後に1909年のミラノ大賞典勝馬フィデアを生み、テシオの初クラシック制覇に貢献した事で、テシオがアメリカ産馬を気に入り、アメリカ血統の牝馬を探してたからだとも。
3代母シボラはアメリカ産馬。競走馬としてはイギリス1000ギニー1着とオークス2着。

## 血統表
| ネアルコの血統（ファラリス系 / St.Simon4.5×4.5.7=19.53%） | ネアルコの血統（ファラリス系 / St.Simon4.5×4.5.7=19.53%） | ネアルコの血統（ファラリス系 / St.Simon4.5×4.5.7=19.53%） | （血統表の出典）   | （血統表の出典）  |
| 父 Pharos 1920 鹿毛 イギリス                              | 父の父Phalaris 1913 黒鹿毛 イギリス                       | Polymerus                                                 | Cyllene            | Cyllene           |
| 父 Pharos 1920 鹿毛 イギリス                              | 父の父Phalaris 1913 黒鹿毛 イギリス                       | Polymerus                                                 | Maid Marian        |                   |
| 父 Pharos 1920 鹿毛 イギリス                              | 父の父Phalaris 1913 黒鹿毛 イギリス                       | Bromus                                                    | Sainfoin           | Sainfoin          |
| 父 Pharos 1920 鹿毛 イギリス                              | 父の父Phalaris 1913 黒鹿毛 イギリス                       | Bromus                                                    | Cheery             |                   |
| 父 Pharos 1920 鹿毛 イギリス                              | 父の母Scapa Flow 1914 栗毛 イギリス                       | Chaucer                                                   | St.Simon           | St.Simon          |
| 父 Pharos 1920 鹿毛 イギリス                              | 父の母Scapa Flow 1914 栗毛 イギリス                       | Chaucer                                                   | Canterbury Pilgrim |                   |
| 父 Pharos 1920 鹿毛 イギリス                              | 父の母Scapa Flow 1914 栗毛 イギリス                       | Anchora                                                   | Love Wisely        | Love Wisely       |
| 父 Pharos 1920 鹿毛 イギリス                              | 父の母Scapa Flow 1914 栗毛 イギリス                       | Anchora                                                   | Elyholme           |                   |
| 母 Nogara 1928 鹿毛 イタリア                              | 母の父Havresac 1915 黒鹿毛 フランス                       | Rabelais                                                  | St.Simon           | St.Simon          |
| 母 Nogara 1928 鹿毛 イタリア                              | 母の父Havresac 1915 黒鹿毛 フランス                       | Rabelais                                                  | Satirical          |                   |
| 母 Nogara 1928 鹿毛 イタリア                              | 母の父Havresac 1915 黒鹿毛 フランス                       | Hors Concours                                             | Ajax               | Ajax              |
| 母 Nogara 1928 鹿毛 イタリア                              | 母の父Havresac 1915 黒鹿毛 フランス                       | Hors Concours                                             | Simona             |                   |
| 母 Nogara 1928 鹿毛 イタリア                              | 母の母Catnip 1910 鹿毛 アイルランド                       | Spearmint                                                 | Carbine            | Carbine           |
| 母 Nogara 1928 鹿毛 イタリア                              | 母の母Catnip 1910 鹿毛 アイルランド                       | Spearmint                                                 | Maid of the Mint   |                   |
| 母 Nogara 1928 鹿毛 イタリア                              | 母の母Catnip 1910 鹿毛 アイルランド                       | Sibola                                                    | The Sailor Prince  | The Sailor Prince |
| 母 Nogara 1928 鹿毛 イタリア                              | 母の母Catnip 1910 鹿毛 アイルランド                       | Sibola                                                    | Saluda F-No.4-r    |                   |